# Мадон
Мадон (фр. Madon) — река во Франции (Гранд-Эст), на северо-востоке страны, один из притоков реки Мозель. Длина реки — 96,9 км. Площадь бассейна насчитывает 1032 км². Средний расход воды — 11 м³/с.
Мадон река с зимним паводком, с декабря по март включительно максимум в январе-феврале. Самый низкий уровень воды в реке летом, в период с июля по сентябрь включительно.
Имеет ряд притоков. Питание реки в основном дождевое. Впадает в Мозель у Пон-Сен-Венсан.